# Amt Parchimer Umland
Das Amt Parchimer Umland liegt im Landkreis Ludwigslust-Parchim in Mecklenburg-Vorpommern (Deutschland) an der Grenze zum Land Brandenburg. In diesem Amt haben sich zehn Gemeinden zur Erledigung ihrer Verwaltungsgeschäfte zusammengeschlossen. Der Verwaltungssitz befindet sich in der nicht amtsangehörigen Kreisstadt Parchim.

## Beschreibung
Am 1. Juli 2004 wurde das Amt Parchimer Umland aus den aufgelösten Ämtern Parchim-Land (7 Gemeinden) und Eldetal (8 Gemeinden) gebildet. Zum 1. Januar 2012 wurde Groß Niendorf nach Zölkow eingemeindet. Außerdem fusionierten die Gemeinden Grebbin und Herzberg (letztere vorher im Amt Eldenburg Lübz) zur Gemeinde Obere Warnow. Zum 25. Mai 2014 wurde die Gemeinde Damm nach Parchim eingemeindet sowie Severin nach Domsühl.
Das Amtsgebiet erstreckt sich von den Warnow-Niederungen nördlich von Parchim bis hin zu den Südhängen der Ruhner Berge. Im Westen des Amtes befindet sich das Landschaftsschutzgebiet Lewitz. Das Amtsgebiet wird von der Müritz-Elde-Wasserstraße, dem Störkanal, der Warnow und der Löcknitz durchzogen. Im Süden grenzt es an das Land Brandenburg, im Westen an das Amt Crivitz und das Amt Neustadt-Glewe, im Osten an das Amt Eldenburg Lübz und an das Amt Goldberg-Mildenitz. Größere Seen findet man im Amtsbereich nicht. Die Ausläufer der Ruhner Berge (z. B. Langer Berg östlich von Spornitz 124,8 m ü. HN) sind mit über 100 m ü. HN die höchsten Erhebungen.
Neben der Landwirtschaft und der immer mehr dominierenden Windkraft spielt insbesondere der Tourismus eine zunehmende Rolle. Erwähnenswert ist auch der hauptsächlich für den Frachtverkehr vorgesehene Flughafen Schwerin-Parchim.
Durch das Amt Parchimer Umland führen die Bundesstraße 191 (Ludwigslust-Plau am See) und die Bundesstraße 321 (Schwerin-Suckow). Im Süden des Amtsgebietes verläuft die Bundesautobahn 24, etwas westlich davon die A 14. Die Bahnstrecken Schwerin–Parchim und Ludwigslust–Parchim führen durch das Amt.

## Die Gemeinden mit ihren Ortsteilen
- Domsühl mit Alt Damerow, Bergrade Dorf, Bergrade Hof, Schlieven, Severin und Zieslübbe
- Groß Godems
- Karrenzin mit Herzfeld, Neu Herzfeld, Repzin und Wulfsahl
- Lewitzrand mit Garwitz, Göthen, Klinken, Matzlow, Raduhn und Rusch
- Obere Warnow mit Grebbin, Herzberg, Kossebade, Lenschow, Woeten und Wozinkel
- Rom mit Darze, Klein Niendorf, Lancken, Paarsch und Stralendorf
- Spornitz mit Dütschow, Primank und Steinbeck
- Stolpe mit Barkow und Granzin
- Ziegendorf mit Drefahl, Meierstorf, Pampin, Platschow und Stresendorf
- Zölkow mit Groß Niendorf, Hof Grabow, Hohenpritzer Siedlung, Kladrum und Ruester Siedlung

## Politik

### Wappen, Flagge, Dienstsiegel
Das Amt verfügt über kein amtlich genehmigtes Hoheitszeichen, weder Wappen noch Flagge. Als Dienstsiegel wird das kleine Landessiegel mit dem Wappenbild des Landesteils Mecklenburg geführt. Es zeigt einen hersehenden Stierkopf mit abgerissenem Halsfell und Krone und der Umschrift „AMT PARCHIMER UMLAND • LANDKREIS LUDWIGSLUST-PARCHIM“.